# Mar Ivanios
Mar Ivanios, nato Geevarghese Panicker (Mavelikkara, 21 settembre 1882 – Trivandrum, 15 luglio 1953), è stato un arcivescovo cattolico indiano, promotore dell'unione dei cristiani giacobiti con la Chiesa cattolica.

## Biografia
Esponente di un'antica e illustre famiglia siro-giacobita, ricevette gli ordini minori a 11 anni e fu ordinato sacerdote nel 1908.
Promosse l'istituzione di una Chiesa siro-giacobita autonoma in India.
Professore all'università di Serampore, ebbe modo di frequentare dei missionari anglicani inglesi che lo introdussero alla vita religiosa: nel 1919 lasciò l'insegnamento e si ritirò con alcuni suoi studenti, a Perunad, nel Kerala dove diede inizio al Bethany Ashram, il primo nucleo di quello che divenne l'ordine dell'Imitazione di Cristo, comprendente anche un ramo femminile.
Nel 1925 divenne vescovo con il nome di Mar Ivanios e nel 1928 fu promosso metropolita.
Intanto Mar Ivanios, insieme con altri vescovi siro-giacobiti, iniziò a pensare all'unione della sua Chiesa con la cattolica; poiché gli altri vescovi si ritirarono, proseguì la strada dell'unione da solo, insieme con i suoi religiosi.
Mar Ivanios si convertì al cattolicesimo il 20 settembre 1930 insieme con un altro vescovo, Mar Theophilos.
Nel 1932 fu eletto arcivescovo metropolita del rito siro-malankarese cattolico, con sede a Trivandrum dei siro-malankaresi.

## Processo di canonizzazione
La fama di santità, già presente in vita e dopo la morte, si è consolidata nel tempo. L’Inchiesta diocesana si svolse presso la Curia arcivescovile maggiore di Trivandrum dei Siro-Malankaresi (India), nel 2016.
Il papa Francesco lo rese venerabile il 14 marzo 2024.

## Genealogia episcopale e successione apostolica
La genealogia episcopale è:
- Patriarca Ignatius Abded Mshiho II
- Catholicos Baselios Geevarghese I
- Arcivescovo Ivanios Givergis Thomas Panickerveetil

La successione apostolica è:
- Arcivescovo Benedict Varghese Gregorios Thangalathil, O.I.C. (1953)